# Emoftoe
Emoftoe (AFI: /eˈmɔftoe/ dal greco antico: αἷμα?, hàima, "sangue" e φθόη, phthóē, "consunzione") definisce emissione di  espettorato rosso chiaro, schiumoso favorita  da tosse secondaria. Le caratteristiche dell'espettorato fanno intuire la presenza di emorragia nell'apparato respiratorio.
Su ciò si basa la diagnosi differenziale con l'emottisi, definita invece come franca emissione di sangue dalle vie aeree e senza la commistione di escreato bronchiale.
L'emoftoe può essere saltuaria o ricorrente, ma in ogni caso non deve essere assolutamente trascurata.

## Eziologia
Può associarsi, come del resto l'emottisi, al carcinoma polmonare, a bronchite cronica, a tubercolosi, a stenosi mitralica, bronchiectasie, infarto polmonare, sindrome di Goodpasture, aspergillosi bronchiale.